# Pioneer Building
Le Pioneer Building est un édifice de Seattle, dans l'État de Washington, aux États-Unis. Il est classé National Historic Landmark depuis 1977.